# Joan Todó Cortiella
Joan Todó Cortiella   (la Sénia, 2 d'abril de 1977) és un poeta i escriptor català. Ha col·laborat també en diverses revistes literàries, com Paper de vidre, Quadern, Pèl Capell, El tacte que té, Reduccions, Caràcters i L'Avenç.

## Trajectòria
Todó a estudiar teoria literària i literatura comparada a la Universitat Autònoma de Barcelona. Un cop finalitzats els estudis va emprendre la seua carrera literària a Barcelona. De la seua experiència a la capital catalana en va sorgir el seu primer recull de poemes, Los fòssils (al ras), i també el seu primer llibre narratiu, A butxacades. Posteriorment també va publicar El fàstic que us cega, un altre recull poètic.
En el seu llibre A butxacades, del 2011 va reunir una dotzena de narracions publicades, majoritàriament, a la revista digital Paper de vidre entre el 2007 i el 2010. Va ser el primer volum de la col·lecció «Cicuta» de l'editorial LaBreu. L'horitzó primer tracta sobre el seu poble natal i sorgeix d'un encàrrec d'onze relats curts de la revista L'Avenç. Està inspirat en els llibres de Gaziel i Artur Bladé, que també parlen de les localitats natals. El 2015 Todó va traduir al català l'obra Los hombres de la tierra y el mar de Sebastià Juan Arbó publicada en castellà el 1961, unes memòries d'infantesa on retratava un paisatge i un estil de vida desapareguts.
En el volum La vista als dits recull tota la seva poesia escrita fins als quaranta anys, inclosos Los fòssils al ras (2007) i El fàstic que us cega (2011), un apartat de poesia eròtica, La vista als dits, i un darrer bloc sota el títol Cartes mortes, un conjunt de poemes inèdits escrits entre 2002 i 2015.

## Obra publicada
- Los fòssils (al ras).  Cornellà: La Breu edicions, 2007, p. 53 (Alabatre, 5). ISBN 978-84935391-1-5.
- A butxacades.  Cornellà: La Breu edicions, 2011, p. 166 (Col·lecció Cicuta, 1). ISBN 978-84-937976-7-6.
- El fàstic que us cega.  Cornellà: La Breu edicions, 2012, p. 80 (Alabatre, 39). ISBN 978-84-939632-6-2.
- L'horitzó primer.  L'Avenç, 2013, p. 184 (Els Llibres de L'Avenç). ISBN 978-84-88839-73-2.
- Todó, Joan; Portell, Sebastià; Pons Alorda, Jaume C. La recerca del flamenc.  Barcelona: LaBreu Edicions, 2015, p. 142 (Cicuta de Bernis). ISBN 978-84-944330-4-7.
- Lladres.  LaBreu Edicions, 2016.[2]
- Respirar el segle. Un perfil de Gregori Estrada. Barcelona: Publicacions de l'Abadia de Montserrat, 2017
- Guia sentimenal del Delta de l'Ebre. Pòrtic, 2018.[9]
- La vista als dits. LaBreu Edicions, 2021.ISBN 978-84-123289-2-9[10]
- La verda és porta. Godall Edicions, 2021.ISBN 978-84-123072-5-2[11][12]
- La dolçor de viure. LaBreu, 2025.[13]

## Traducció
- Arbó, Sebastià Juan. Els homes de la terra i el mar. Traducció: Joan Todó Cortiella.  Grup 62, 2015-05-06. ISBN 978-84-7588-571-1.[2]
- Rufaga d'un. Traducció al català de Blizzard of one de Mark Strand. (2016. Godall Edición) Ed. Bilingüe anglès-català.